# Morti il 9 gennaio
| Questa pagina contiene informazioni ricavate automaticamente dalle voci biografiche con l'ausilio del template Bio e di un bot. L'aggiornamento è periodico e automatico e ricostruisce completamente la pagina. Se manca una persona in questa lista, sei pregato di non aggiungerla, ma accertati piuttosto che la sua voce biografica contenga il template Bio e che i dati anagrafici siano correttamente compilati. Se il template Bio manca, inseriscilo tu stesso o, in alternativa, metti l'avviso {{tmp\|Bio}} che ne segnala la mancanza. Se i dati riportati sono sbagliati, correggi direttamente la voce biografica; le modifiche saranno visibili in questa lista entro pochi giorni. Per chiarimenti vedi il progetto biografie. La lista contiene solo le 580 persone che sono citate nell'enciclopedia e per le quali è stato implementato correttamente il template Bio. Pagina aggiornata al 13 ago 2025. |

## I secolo(1)
- 69 - Lucusta, serial killer romana

## VIII secolo(1)
- 710 - Adriano di Canterbury, abate e santo berbero

## IX secolo(4)
- 803 - Ja'far ibn Yahya al-Barmaki, politico persiano (n. 767)
- 823 - Timoteo I, vescovo cristiano orientale e scrittore siro
- 834 - Bono di Napoli, nobile (n. 786)
- 867 - Luigi, abate

## XII secolo(1)
- 1181 - Rodolfo di Pfullendorf, nobile tedesco

## XIII secolo(3)
- 1202 - Birger Brosa, militare svedese
- 1260 - Philippe Berruyer, arcivescovo cattolico francese
- 1283 - Wen Tianxiang, politico, generale e scrittore cinese (n. 1236)

## XIV secolo(2)
- 1305 - Giovanni I del Monferrato, sovrano italiano
- 1367 - Giulia Della Rena, religiosa italiana (n. 1319)

## XV secolo(5)
- 1453 - Stefano Porcari, politico e umanista italiano
- 1463 - William Neville, I conte di Kent, nobile e militare inglese (n. 1405)
- 1471 - Ottone V di Brunswick-Lüneburg, nobile tedesco (n. 1439)
- 1484 - Antonio Fatati, vescovo cattolico italiano
- 1499 - Giovanni I di Brandeburgo, principe tedesco (n. 1455)

## XVI secolo(18)
- 1504 - Gaspare Nadi, storico italiano (n. 1418)
- 1511 - Demetrio Calcondila, umanista greco (n. 1423)
- 1514 - Anna di Bretagna, sovrana (n. 1477)
- 1517 - Giovanna di Trastámara, principessa spagnola (n. 1455)
- 1529 - Bernardino Bonsignori, pittore italiano
- 1529 - Wang Shouren, filosofo e funzionario cinese (n. 1472)
- 1534 - Giovanni Aventino, storico e filologo tedesco (n. 1477)
- 1538 - Fadrique Enríquez de Velasco, militare e nobile spagnolo (n. 1460)
- 1543 - Guillaume du Bellay, storico e funzionario francese (n. 1491)
- 1548 - Mathias Zell, teologo tedesco (n. 1477)
- 1561 - Amago Haruhisa, militare giapponese (n. 1514)
- 1561 - Luca Martini, ingegnere e scrittore italiano (n. 1507)
- 1564 - Margaret Audley, duchessa di Norfolk, nobildonna inglese (n. 1540)
- 1571 - Nicolas Durand de Villegaignon, ammiraglio francese (n. 1510)
- 1574 - Cornelio Musso, vescovo cattolico e teologo italiano (n. 1511)
- 1598 - Jasper Heywood, gesuita, poeta e latinista inglese (n. 1535)
- 1600 - Giuseppe Giustiniani, nobile e diplomatico italiano (n. 1525)
- 1600 - John Spencer, politico e nobile inglese (n. 1549)

## XVII secolo(13)
- 1604 - Pirro I Visconti Borromeo, nobile, mecenate e militare italiano (n. 1560)
- 1614 - Carlo Gonzaga, nobile italiano (n. 1551)
- 1616 - Marco Antonio Bonciari, umanista e linguista italiano (n. 1555)
- 1616 - Giulio Rossino, arcivescovo cattolico italiano (n. 1540)
- 1622 - Alix Le Clerc, religiosa francese (n. 1576)
- 1630 - Juan de Zapata y Sandoval, vescovo cattolico spagnolo (n. 1545)
- 1635 - Cesare Bartolelli, vescovo cattolico italiano
- 1649 - Carlo I Doria Del Carretto, nobile e generale italiano (n. 1576)
- 1651 - Lodovico Grignani, editore e tipografo italiano (n. 1586)
- 1675 - Francesco Maria Brancaccio, cardinale e vescovo cattolico italiano (n. 1592)
- 1679 - Werner Fabricius, compositore e organista tedesco (n. 1633)
- 1688 - Jean-Jacques de Mesmes, magistrato e politico francese (n. 1640)
- 1691 - Andrea Peschiulli, poeta italiano (n. 1601)

## XVIII secolo(20)
- 1703 - Ursula Micaela Morata, religiosa e mistica spagnola (n. 1628)
- 1715 - Vincenzo Felici, scultore italiano (n. 1657)
- 1716 - Giovanni Antonio II di Eggenberg, nobile boemo (n. 1669)
- 1725 - Francesco Acquaviva d'Aragona, cardinale e arcivescovo cattolico italiano (n. 1665)
- 1742 - Tommaso Cervioni, arcivescovo cattolico e teologo italiano (n. 1672)
- 1743 - Pompeo Campana, tipografo italiano (n. 1679)
- 1745 - Faustina Maratti, poetessa italiana
- 1750 - Henry Herbert, IX conte di Pembroke, nobile e architetto inglese (n. 1693)
- 1755 - Augustus Berkeley, IV conte di Berkeley, ufficiale inglese (n. 1716)
- 1757 - Louis Bertrand Castel, matematico e gesuita francese (n. 1688)
- 1757 - Bernard le Bovier de Fontenelle, avvocato, scrittore e aforista francese (n. 1657)
- 1766 - Thomas Birch, storico e presbitero inglese (n. 1705)
- 1767 - Francesca Bertolli, contralto italiana (n. 1710)
- 1774 - Jacques-François Blondel, architetto e urbanista francese (n. 1705)
- 1788 - Benedict Swingate Calvert, politico statunitense (n. 1722)
- 1795 - Francesco d'Aquino, principe di Caramanico, politico e diplomatico italiano (n. 1738)
- 1796 - Giuseppe Avossa, compositore italiano (n. 1708)
- 1797 - Charles Deschamps de Boishébert et de Raffetot, generale francese (n. 1727)
- 1799 - Maria Gaetana Agnesi, matematica, filosofa e teologa italiana (n. 1718)
- 1800 - Jean Étienne Championnet, generale francese (n. 1762)

## XIX secolo(67)
- 1803 - Kirill Grigor'evič Razumovskij, ufficiale russo (n. 1728)
- 1804 - Frantz Hohlenberg, ingegnere e militare danese (n. 1764)
- 1804 - Louis Marc Antoine di Noailles, militare francese (n. 1756)
- 1807 - Carlo Federico Guglielmo di Leiningen, nobile tedesco (n. 1724)
- 1815 - Giovanni Castiglione, cardinale e vescovo cattolico italiano (n. 1742)
- 1815 - Claude Juste Alexandre Legrand, generale francese (n. 1762)
- 1816 - Federico Guglielmo di Nassau-Weilburg, nobile (n. 1768)
- 1819 - Francesco Polesini, vescovo cattolico italiano (n. 1729)
- 1819 - Ekaterina Pavlovna Romanova, nobile russa (n. 1788)
- 1820 - Pierre-Joseph Picot de Clorivière, gesuita francese (n. 1735)
- 1820 - Charles-Louis Clérisseau, architetto francese (n. 1721)
- 1831 - Charlotte Boyle-Walsingham, XXI baronessa de Ros, nobildonna irlandese (n. 1769)
- 1834 - Gambhir Singh, principe indiano (n. 1788)
- 1836 - Pierre François Lacenaire, poeta e criminale francese (n. 1803)
- 1837 - Giuseppe Gaetano Rignon, politico italiano (n. 1764)
- 1841 - Pierre-Augustin Hulin, generale francese (n. 1758)
- 1842 - Alexandre Duval, drammaturgo francese (n. 1767)
- 1844 - Jean-Antoine Constantin, pittore francese (n. 1756)
- 1847 - Luigi Reggianini, vescovo cattolico italiano (n. 1775)
- 1848 - Caroline Lucretia Herschel, astronoma, matematica e cantante lirica britannica (n. 1750)
- 1848 - Henry Augustus Loveday, religioso e compositore di scacchi britannico (n. 1815)
- 1849 - David Pièrre Giottino Humbert de Superville, pittore, incisore e scrittore olandese (n. 1770)
- 1849 - José Machain, militare paraguaiano (n. 1778)
- 1850 - Pietro di Braganza, principe brasiliano (n. 1848)
- 1851 - Michel Martin Drolling, pittore francese (n. 1789)
- 1852 - Amir Kabir, politico persiano (n. 1807)
- 1854 - Antonio Catenacci, patriota e farmacista italiano (n. 1823)
- 1854 - Filippo Traetta, compositore italiano (n. 1777)
- 1855 - Lorenzo Simonetti, cardinale italiano (n. 1789)
- 1856 - Georges Klein de Kleinenberg, generale francese (n. 1781)
- 1856 - Karl Friedrich von Klöden, educatore, geografo e storico tedesco (n. 1786)
- 1859 - Teresa Carniani, poetessa, scrittrice e traduttrice italiana (n. 1785)
- 1860 - Karl Rudolf Brommy, ammiraglio tedesco (n. 1804)
- 1860 - Friedrich Wilhelm Schulz, editore, militare e politico tedesco (n. 1797)
- 1862 - Pauline Marie Jaricot, religiosa francese (n. 1799)
- 1864 - Francesco Besucco, italiano (n. 1850)
- 1865 - Jakob Gabriel Trog, farmacista, botanico e micologo svizzero (n. 1781)
- 1866 - Krikor Bedros VIII Der Asdvadzadourian, arcivescovo
- 1869 - Paul Huet, pittore e incisore francese (n. 1803)
- 1870 - George De Lacy Evans, generale e politico inglese (n. 1787)
- 1870 - Antonio Mathieu, politico italiano (n. 1798)
- 1872 - Henry Halleck, generale e avvocato statunitense (n. 1815)
- 1873 - Napoleone III di Francia, militare e politico francese (n. 1808)
- 1876 - Cesare Costa, architetto italiano (n. 1801)
- 1877 - Aleksandr Pavlovič Brjullov, architetto e pittore russo (n. 1798)
- 1878 - Vittorio Emanuele II di Savoia, sovrano italiano (n. 1820)
- 1880 - Antonio Forni, militare italiano (n. 1806)
- 1881 - Adelelmo Cocastelli di Montiglio, letterato e botanico italiano (n. 1814)
- 1882 - Gioacchino Valerio, medico e politico italiano (n. 1809)
- 1882 - Rodolfo Varano, politico e funzionario italiano (n. 1810)
- 1884 - Francesco Maria Correale di Terranova, imprenditore e politico italiano (n. 1801)
- 1884 - Vito D'Ancona, pittore italiano (n. 1825)
- 1884 - Wilhelm Heinrich Erbkam, teologo tedesco (n. 1810)
- 1888 - Romolo Griffini, medico e patriota italiano (n. 1825)
- 1889 - Andrea Gastaldi, pittore italiano (n. 1826)
- 1889 - Alessandro Gavazzi, predicatore e patriota italiano (n. 1809)
- 1891 - Antonio Araldi, generale e politico italiano (n. 1819)
- 1892 - Odon Thibaudier, arcivescovo cattolico francese (n. 1823)
- 1893 - Bertha von Marenholtz-Bülow, pedagogista tedesca (n. 1810)
- 1894 - Ambroise Delachenal, politico francese (n. 1808)
- 1895 - Pietro Benini, ingegnere e imprenditore italiano (n. 1813)
- 1896 - Agostino Farina, politico italiano (n. 1817)
- 1896 - Guillaume Vogels, pittore belga (n. 1836)
- 1897 - Thomas Gwyn Elger, astronomo britannico (n. 1836)
- 1899 - Emilio Barbieri, baritono italiano (n. 1848)
- 1899 - Ernst Julius Gurlt, chirurgo tedesco (n. 1825)
- 1900 - Francesco Cirio, imprenditore italiano (n. 1836)

## XX secolo(279)
- 1901 - Dante Tavanti, fantino italiano (n. 1851)
- 1902 - Ludwig Kugelmann, medico e attivista tedesco (n. 1828)
- 1904 - Giovanni Eroli, scrittore, storico e storico dell'arte italiano (n. 1813)
- 1904 - John Brown Gordon, militare e politico statunitense (n. 1832)
- 1905 - Louise Michel, anarchica, insegnante e scrittrice francese (n. 1830)
- 1907 - Maria di Sassonia-Altenburg, principessa tedesca (n. 1818)
- 1908 - Wilhelm Busch, umorista, pittore e poeta tedesco (n. 1832)
- 1908 - Abraham Goldfaden, drammaturgo russo (n. 1840)
- 1908 - Luigi Sormani Moretti, politico italiano (n. 1834)
- 1909 - Filadelfo Fichera, ingegnere e architetto italiano (n. 1850)
- 1909 - Paul-Ferdinand Gachet, medico, collezionista d'arte e pittore francese (n. 1828)
- 1910 - Giovanni Battista Arnaud, pittore italiano (n. 1853)
- 1910 - Giuseppe Giuliani, giurista italiano (n. 1831)
- 1910 - Nathaniel Moore, golfista statunitense (n. 1884)
- 1911 - Eduardo Rusjan, aviatore austro-ungarico (n. 1886)
- 1913 - Giuseppe Lauricella, matematico e fisico italiano (n. 1867)
- 1914 - Giovanni Maria Diamare, vescovo cattolico e teologo italiano (n. 1837)
- 1914 - Gladys Rankin, commediografa e sceneggiatrice statunitense (n. 1874)
- 1915 - Georg Krogmann, calciatore tedesco (n. 1886)
- 1915 - Gotthardt Kuehl, pittore tedesco (n. 1850)
- 1915 - Luigi Majno, giurista e politico italiano (n. 1852)
- 1915 - Marius Royet, calciatore francese (n. 1881)
- 1916 - Tadeusz Ajdukiewicz, pittore polacco (n. 1852)
- 1917 - Isaia Luigi Agazzi, patriota e militare italiano (n. 1838)
- 1918 - Charles-Émile Reynaud, inventore, regista e insegnante francese (n. 1844)
- 1922 - Albert Baertsoen, pittore belga (n. 1866)
- 1922 - Ambrogio Zuffi, scultore e restauratore italiano (n. 1833)
- 1923 - Ivan Granec, calciatore croato (n. 1895)
- 1923 - Katherine Mansfield, scrittrice neozelandese (n. 1888)
- 1923 - Edith Thompson, assassina britannica (n. 1893)
- 1926 - Alessandro Biggi, politico e scultore italiano (n. 1848)
- 1927 - Houston Stewart Chamberlain, scrittore e filosofo britannico (n. 1855)
- 1928 - Teresina Singer, soprano slovacca (n. 1853)
- 1929 - Eugenia von der Leyen, mistica tedesca (n. 1867)
- 1930 - Hughie Ferguson, calciatore scozzese (n. 1898)
- 1931 - Edgar Amphlett, schermidore britannico (n. 1867)
- 1931 - Emanuele Greppi, nobile, avvocato e politico italiano (n. 1853)
- 1931 - Jean Schopfer, tennista, scrittore e giornalista francese (n. 1868)
- 1932 - Riccardo Carlesi, vescovo cattolico italiano (n. 1869)
- 1932 - Amédée Dubois de La Patellière, pittore francese (n. 1890)
- 1932 - William M. Nicholson, ammiraglio britannico (n. 1863)
- 1933 - Daphne Akhurst, tennista australiana (n. 1903)
- 1933 - Giuseppe Terrabugio, musicista, organista e docente italiano (n. 1842)
- 1934 - Hakaru Hashimoto, medico giapponese (n. 1881)
- 1935 - Abdesalam Bennuna, scrittore e giornalista marocchino (n. 1888)
- 1935 - Giovanni Bognetti, storico e giornalista italiano (n. 1868)
- 1936 - John Gilbert, attore statunitense (n. 1897)
- 1936 - William Smith, golfista statunitense (n. 1865)
- 1937 - Thomas Kennedy, maratoneta statunitense (n. 1884)
- 1938 - David Calderhead, calciatore e allenatore di calcio scozzese (n. 1864)
- 1938 - Giovanni Caramiello, arpista e compositore italiano (n. 1838)
- 1939 - Julius Bittner, compositore e giurista austriaco (n. 1874)
- 1939 - Carlo Bresciano, militare italiano (n. 1888)
- 1939 - Charles Corkran, generale inglese (n. 1872)
- 1939 - Nienke van Hichtum, scrittrice e traduttrice olandese (n. 1860)
- 1939 - Giovanni Marchi, politico, giornalista e diplomatico italiano (n. 1889)
- 1939 - Johann Strauss III, compositore e direttore d'orchestra austriaco (n. 1866)
- 1940 - Paolo Baratta, pittore italiano (n. 1874)
- 1940 - Eligio Giacopini, militare italiano (n. 1892)
- 1941 - Hermann Dürck, patologo tedesco (n. 1869)
- 1941 - Dīmītrios Golemīs, mezzofondista greco (n. 1874)
- 1941 - Gustav Huber, calciatore e allenatore di calcio austriaco (n. 1883)
- 1941 - Carlo Marenco di Moriondo, militare e marinaio italiano (n. 1915)
- 1941 - Aldo Spagnolo, militare italiano (n. 1920)
- 1942 - Heber Doust Curtis, astronomo statunitense (n. 1872)
- 1942 - Paul Maurice Pallary, zoologo francese (n. 1869)
- 1942 - Franz Wenzler, regista tedesco (n. 1893)
- 1943 - Anathon Aall, filosofo norvegese (n. 1867)
- 1943 - Robin George Collingwood, filosofo, storico e archeologo britannico (n. 1889)
- 1943 - Amedeo Cremisi, militare italiano (n. 1910)
- 1943 - Nicola D'Alagni, storico e pittore italiano (n. 1865)
- 1943 - Pietro Fedele, storico e politico italiano (n. 1873)
- 1943 - Billy Moon, calciatore inglese (n. 1868)
- 1943 - Robert Antoine Pinchon, pittore francese (n. 1886)
- 1943 - Giovanni Rossi, agronomo, veterinario e anarchico italiano (n. 1856)
- 1944 - Aldo Fabbro, calciatore italiano (n. 1919)
- 1944 - Kurt Hasse, cavaliere tedesco (n. 1907)
- 1944 - Chris Madsen, militare e poliziotto danese (n. 1851)
- 1944 - Antanas Smetona, politico e scrittore lituano (n. 1874)
- 1944 - Emmanuel de La Villéon, pittore e illustratore francese (n. 1858)
- 1945 - Paul Chack, scrittore francese (n. 1876)
- 1945 - Luigi Cortile, militare e partigiano italiano (n. 1898)
- 1945 - Sebastiano Gallina, generale italiano (n. 1873)
- 1945 - William Grenfell, schermidore britannico (n. 1855)
- 1945 - Karolina Juszczykowska, polacca (n. 1898)
- 1945 - Kurt Oleska, cestista tedesco (n. 1914)
- 1945 - Otello Pighin, ingegnere e partigiano italiano (n. 1912)
- 1945 - Amelio Tassoni, partigiano italiano (n. 1914)
- 1945 - Jüri Uluots, politico e avvocato estone (n. 1890)
- 1945 - József Újvári, calciatore ungherese (n. 1904)
- 1946 - Countee Cullen, poeta statunitense (n. 1903)
- 1946 - Speri Della Chiesa Jemoli, giornalista e poeta italiano (n. 1865)
- 1946 - Nevil Macready, militare e politico britannico (n. 1862)
- 1947 - Herman Bing, attore tedesco (n. 1889)
- 1947 - Karl Mannheim, sociologo tedesco (n. 1893)
- 1947 - Kurt Pichler, calciatore tedesco (n. 1898)
- 1947 - Ettore Porro, prefetto e politico italiano (n. 1874)
- 1948 - Rudolf Henčl, dirigente sportivo e allenatore di calcio cecoslovacco (n. 1896)
- 1948 - Joseph-Marie Tissier, arcivescovo cattolico francese (n. 1857)
- 1949 - Carlo Cussetti, pittore italiano (n. 1866)
- 1949 - Armida Parsi-Pettinella, mezzosoprano italiano (n. 1868)
- 1949 - Eugenio Vianello, imprenditore e dirigente sportivo italiano (n. 1871)
- 1949 - Amilcare Zanella, compositore, pianista e direttore d'orchestra italiano (n. 1873)
- 1950 - Robert Collier, saggista statunitense (n. 1885)
- 1950 - Arthur Maude, attore, regista e sceneggiatore inglese (n. 1880)
- 1950 - Kastor Notter, ciclista su strada e ciclocrossista svizzero (n. 1906)
- 1951 - Sorelle Agazzi, pedagogista italiana (n. 1866)
- 1951 - Oscar Frey, calciatore svizzero (n. 1883)
- 1951 - Olga Nethersole, attrice, direttrice teatrale e regista inglese (n. 1867)
- 1952 - Paul Außerleitner, saltatore con gli sci austriaco (n. 1925)
- 1952 - Andrea Cassulo, arcivescovo cattolico italiano (n. 1869)
- 1952 - Joan Winch, tennista britannica (n. 1870)
- 1953 - Filippo Cavazza, biologo e zoologo italiano (n. 1886)
- 1953 - Franz Dischinger, architetto e ingegnere tedesco (n. 1887)
- 1954 - Jean Brusselmans, pittore belga (n. 1884)
- 1955 - Ivar Lykke, calciatore danese (n. 1889)
- 1956 - Marion Leonard, attrice statunitense (n. 1881)
- 1957 - Viktor von Weizsäcker, fisiologo e antropologo tedesco (n. 1886)
- 1958 - Umberto Avattaneo, discobolo italiano (n. 1883)
- 1958 - Dick Grant, maratoneta statunitense (n. 1878)
- 1958 - John Postans, tiratore a segno britannico (n. 1869)
- 1958 - Karl Reinhardt, filologo classico e grecista tedesco (n. 1886)
- 1958 - Fritz Tarp, calciatore danese (n. 1899)
- 1959 - Giuseppe Bottai, politico, militare e giornalista italiano (n. 1895)
- 1959 - Jack Kirwan, allenatore di calcio e calciatore irlandese (n. 1878)
- 1959 - Ferenc Molnár, calciatore e allenatore di calcio ungherese (n. 1884)
- 1960 - Ernesto Cabruna, carabiniere italiano (n. 1889)
- 1960 - Wilhelm Nielsen, calciatore norvegese (n. 1901)
- 1960 - Mario Ponzo, psicologo italiano (n. 1882)
- 1961 - Emily Greene Balch, pacifista, scrittrice e economista statunitense (n. 1867)
- 1961 - Richard Hamann, storico dell'arte tedesco (n. 1879)
- 1961 - Christine Mayo, attrice statunitense (n. 1883)
- 1962 - Silvio Giovaninetti, commediografo, critico teatrale e giornalista italiano (n. 1901)
- 1962 - Hermann Junker, egittologo tedesco (n. 1877)
- 1962 - Donald Lippincott, velocista statunitense (n. 1893)
- 1962 - Leroy Shield, compositore statunitense (n. 1893)
- 1963 - Mario Maresca, attore italiano (n. 1887)
- 1963 - Giuseppe Danise, baritono italiano (n. 1882)
- 1963 - Yvonne De Fleuriel, cantante e attrice italiana (n. 1889)
- 1963 - Marco Muggiani, cestista, allenatore di pallacanestro e dirigente sportivo italiano (n. 1894)
- 1963 - Fridolin von Senger und Etterlin, generale tedesco (n. 1891)
- 1964 - Robert Bayot, schermidore belga (n. 1915)
- 1964 - Halide Edib Adıvar, scrittrice e oratrice turca (n. 1884)
- 1964 - Giulio Ettore Erler, pittore italiano (n. 1876)
- 1965 - Carlo Cevenini, allenatore di calcio e calciatore italiano (n. 1901)
- 1965 - Lorenzo Cozza, scultore italiano (n. 1877)
- 1965 - Karl von Keissler, micologo austriaco (n. 1872)
- 1966 - Duilio Donzelli, scultore e pittore italiano (n. 1882)
- 1966 - Robert Faas, calciatore tedesco (n. 1889)
- 1966 - Generoso del Santissimo Crocifisso, presbitero e teologo italiano (n. 1881)
- 1966 - Ladislav Prokeš, scacchista e compositore di scacchi cecoslovacco (n. 1884)
- 1966 - Hugh Sanders, attore statunitense (n. 1911)
- 1967 - Waldo Frank, scrittore statunitense (n. 1889)
- 1967 - Errick Willis, giocatore di curling canadese (n. 1896)
- 1968 - Louis Aubert, musicista, compositore e critico musicale francese (n. 1877)
- 1968 - Gino Sciardis, ciclista su strada italiano (n. 1917)
- 1968 - Kōkichi Tsuburaya, maratoneta e mezzofondista giapponese (n. 1940)
- 1969 - Giacomo Acerbo, economista e politico italiano (n. 1888)
- 1969 - Erling Andersen, calciatore norvegese (n. 1901)
- 1969 - Jacobus van Egmond, pistard olandese (n. 1908)
- 1969 - Day Keene, scrittore e sceneggiatore statunitense (n. 1904)
- 1970 - Robert Bourget-Pailleron, scrittore e giornalista francese (n. 1897)
- 1970 - Käthe Krauß, velocista tedesca (n. 1906)
- 1971 - Manuel Fernández, calciatore e allenatore di calcio spagnolo (n. 1922)
- 1971 - Otto Guggenberg, politico italiano (n. 1887)
- 1971 - Fedele Piras, militare italiano (n. 1895)
- 1972 - Hanoch Albeck, insegnante, rabbino e docente israeliano (n. 1890)
- 1972 - Ted Shawn, coreografo e ballerino statunitense (n. 1891)
- 1973 - Harry Vandiver, matematico statunitense (n. 1882)
- 1975 - Pierre Fresnay, attore francese (n. 1897)
- 1975 - Pëtr Sergeevič Novikov, matematico sovietico (n. 1901)
- 1976 - Roberto Di Martino, allenatore di calcio e calciatore italiano (n. 1903)
- 1976 - Leopold Hofmann, calciatore austriaco (n. 1905)
- 1976 - Sanshi Imai, micologo giapponese (n. 1900)
- 1976 - Rupert Wildt, astronomo statunitense (n. 1905)
- 1977 - Letizia Quaranta, attrice italiana (n. 1892)
- 1978 - Noble Johnson, attore statunitense (n. 1881)
- 1978 - William Parry Murphy, medico statunitense (n. 1892)
- 1978 - Paul Stovall, cestista statunitense (n. 1948)
- 1979 - Alexander De Svéd, baritono ungherese (n. 1906)
- 1979 - Josef Kuchynka, calciatore cecoslovacco (n. 1894)
- 1979 - Pier Luigi Nervi, ingegnere, imprenditore e architetto italiano (n. 1891)
- 1979 - Leandro Remondini, allenatore di calcio e calciatore italiano (n. 1917)
- 1979 - Robert Sears, schermidore statunitense (n. 1884)
- 1979 - Giovanni Vento, regista, sceneggiatore e critico cinematografico italiano (n. 1927)
- 1980 - Gaetano Belloni, ciclista su strada e pistard italiano (n. 1892)
- 1980 - Gennarino Palumbo, cantante e attore italiano (n. 1931)
- 1980 - Leonildo Tarozzi, politico e giornalista italiano (n. 1895)
- 1980 - Juhayman al-Otaybi, attivista saudita (n. 1936)
- 1981 - Tommy Byrnes, cestista statunitense (n. 1923)
- 1981 - Cozy Cole, batterista statunitense (n. 1909)
- 1981 - Sammy Davis, pilota automobilistico britannico (n. 1887)
- 1981 - Cesare Ferraresi, violinista italiano (n. 1918)
- 1981 - Désiré Koranyi, calciatore e allenatore di calcio ungherese (n. 1914)
- 1981 - Hugo Pena, calciatore argentino (n. 1951)
- 1981 - Kazimierz Serocki, compositore polacco (n. 1922)
- 1982 - Friedrich Ahlfeld, alpinista e geologo tedesco (n. 1892)
- 1982 - Araldo Caprili, calciatore italiano (n. 1920)
- 1982 - Vido Musso, sassofonista e clarinettista italiano (n. 1913)
- 1983 - Kang Ryang-uk, politico e presbitero nordcoreano (n. 1903)
- 1983 - Osvaldo Novo, calciatore italiano (n. 1896)
- 1983 - Diego Parodi, vescovo cattolico italiano (n. 1916)
- 1983 - Giorgio Vigolo, scrittore italiano (n. 1894)
- 1984 - Juan Culiolo, imprenditore e dirigente sportivo argentino (n. 1893)
- 1984 - Frederick Gibberd, architetto e urbanista britannico (n. 1908)
- 1984 - Alfredo Oliani, scultore brasiliano (n. 1911)
- 1984 - Dennis Pappas, pallanuotista sudafricano (n. 1915)
- 1985 - Anton Karas, musicista austriaco (n. 1906)
- 1985 - Robert Mayer, filantropo e banchiere tedesco (n. 1879)
- 1986 - Alfonso Artioli, illustratore, pittore e umorista italiano (n. 1913)
- 1986 - Michel de Certeau, gesuita, antropologo e linguista francese (n. 1925)
- 1986 - Lucia Chase, ballerina, attrice e direttrice artistica statunitense (n. 1897)
- 1986 - Marcello Morace, giornalista italiano (n. 1935)
- 1987 - Arthur Lake, attore statunitense (n. 1905)
- 1988 - Ascenzo Botta, pugile italiano (n. 1922)
- 1988 - Tano Festa, artista, pittore e fotografo italiano (n. 1938)
- 1988 - Élisabeth Lion, aviatrice francese (n. 1904)
- 1988 - Thierry Maulnier, giornalista, saggista e critico letterario francese (n. 1909)
- 1988 - Wally Monson, hockeista su ghiaccio canadese (n. 1908)
- 1989 - Cristina Amadei, cantante italiana (n. 1942)
- 1989 - Marshall Stone, matematico statunitense (n. 1903)
- 1989 - Bill Terry, giocatore di baseball e allenatore di baseball statunitense (n. 1898)
- 1990 - Charles Alfred Anderson, mineralogista statunitense (n. 1902)
- 1990 - Paul Bauer, alpinista, avvocato e scrittore tedesco (n. 1896)
- 1990 - Giuseppe Cadregari, calciatore italiano (n. 1919)
- 1990 - Bazilio Olara-Okello, politico e generale ugandese (n. 1929)
- 1990 - Shlomo Pines, storico e filosofo francese (n. 1908)
- 1990 - Cemal Süreya, poeta e scrittore turco (n. 1931)
- 1991 - Roland Laudenbach, scrittore, editore e sceneggiatore francese (n. 1921)
- 1991 - Antonio León Ortega, scultore spagnolo (n. 1907)
- 1991 - Charles Sterling, storico dell'arte polacco (n. 1901)
- 1991 - Patrizia Vicinelli, poetessa e attrice teatrale italiana (n. 1943)
- 1992 - Steve Brodie, attore statunitense (n. 1919)
- 1992 - Hans Jenny, geografo svizzero (n. 1899)
- 1992 - Luigi Stipa, ufficiale e partigiano italiano (n. 1900)
- 1992 - Leopold Vogl, calciatore austriaco (n. 1910)
- 1993 - Carlo Alleva, pittore italiano (n. 1932)
- 1993 - Mario Genta, calciatore e allenatore di calcio italiano (n. 1912)
- 1993 - Hans Loewald, psichiatra e psicoanalista tedesco (n. 1906)
- 1993 - Paul Hasluck, politico australiano (n. 1905)
- 1993 - Keith Mwila, pugile zambiano (n. 1966)
- 1994 - Luka Ciganović, pallanuotista jugoslavo (n. 1915)
- 1994 - Kayhan Kaynak, calciatore turco (n. 1960)
- 1994 - Rigmor Olsen, nuotatrice danese (n. 1907)
- 1994 - Madge Ryan, attrice australiana (n. 1919)
- 1994 - Joachim Werner, archeologo tedesco (n. 1909)
- 1995 - Luigi Aliquò, avvocato, politico e giornalista italiano (n. 1926)
- 1995 - Peter Cook, attore e comico britannico (n. 1937)
- 1995 - Gisela Mauermayer, discobola e pesista tedesca (n. 1913)
- 1995 - Elizabeth Roboz Einstein, chimica e neuroscienziata ungherese (n. 1904)
- 1995 - Stig Sjölin, pugile svedese (n. 1928)
- 1995 - Souphanouvong, rivoluzionario e politico laotiano (n. 1909)
- 1996 - Moe Becker, cestista e allenatore di pallacanestro statunitense (n. 1917)
- 1996 - Rinaldo De Benedetti, scrittore italiano (n. 1903)
- 1996 - Félix González-Torres, artista cubano (n. 1957)
- 1996 - Elio Jotta, attore italiano (n. 1912)
- 1996 - Walter M. Miller, autore di fantascienza statunitense (n. 1923)
- 1996 - Walter Negroni, calciatore italiano (n. 1908)
- 1996 - Ildefons Pauler, religioso austriaco (n. 1903)
- 1996 - Nello Pazzafini, attore e stuntman italiano (n. 1933)
- 1996 - Mike Synar, politico e avvocato statunitense (n. 1950)
- 1996 - Abdullah al-Qasemi, scrittore arabo (n. 1907)
- 1997 - Karol Borhy, allenatore di calcio cecoslovacco (n. 1912)
- 1997 - Fortunato Maninetti, canottiere italiano (n. 1920)
- 1997 - Edward Osóbka-Morawski, politico polacco (n. 1909)
- 1997 - Generoso Petrella, politico e magistrato italiano (n. 1929)
- 1997 - Jesse White, attore statunitense (n. 1917)
- 1998 - Ken'ichi Fukui, chimico giapponese (n. 1918)
- 1998 - Alberto Isaac, nuotatore, regista e sceneggiatore messicano (n. 1923)
- 1998 - Imi Lichtenfeld, artista marziale e militare israeliano (n. 1910)
- 1998 - Lia Manoliu, discobola rumena (n. 1932)
- 1999 - Cesare Bozzetti, filologo e critico letterario italiano (n. 1925)
- 1999 - Valentino Brosio, scrittore e produttore cinematografico italiano (n. 1903)
- 1999 - Hans Candrian, bobbista svizzero (n. 1938)
- 1999 - Mel Pearson, allenatore di hockey su ghiaccio e hockeista su ghiaccio canadese (n. 1938)
- 2000 - Giuseppe Amasio, politico italiano (n. 1922)
- 2000 - Marguerite Churchill, attrice statunitense (n. 1910)
- 2000 - Nelusco Giachini, politico italiano (n. 1924)
- 2000 - Bruno Zevi, architetto, urbanista e politico italiano (n. 1918)

## XXI secolo(164)
- 2001 - Marcel Escoffier, costumista monegasco (n. 1910)
- 2001 - Christian Klixbüll Jørgensen, chimico danese (n. 1931)
- 2001 - Adalino Mealli, ciclista su strada italiano (n. 1910)
- 2001 - Maurice Prather, fotografo e regista statunitense (n. 1926)
- 2002 - D'Arco Silvio Avalle, critico letterario, filologo e semiologo italiano (n. 1920)
- 2002 - Edith Bouvier Beale, cabarettista e modella statunitense (n. 1917)
- 2002 - Aldo Cadario, calciatore italiano (n. 1918)
- 2002 - Bill McCutcheon, attore statunitense (n. 1924)
- 2003 - Ignace Heinrich, multiplista francese (n. 1925)
- 2003 - Vincenzo Modica, partigiano italiano (n. 1919)
- 2003 - Sergio Raimondi, attore italiano (n. 1924)
- 2004 - Norberto Bobbio, filosofo, giurista e politologo italiano (n. 1909)
- 2004 - Sante Carollo, ciclista su strada italiano (n. 1924)
- 2004 - Yinka Dare, cestista nigeriano (n. 1972)
- 2005 - Artidoro Berti, maratoneta italiano (n. 1920)
- 2005 - Ricky Rodriguez, criminale statunitense (n. 1975)
- 2006 - Elliot Forbes, musicologo e direttore d'orchestra statunitense (n. 1917)
- 2007 - Elena Petuškova, cavallerizza sovietica (n. 1940)
- 2007 - Pierre Pierlot, oboista francese (n. 1921)
- 2007 - Carlo Ponti, produttore cinematografico italiano (n. 1912)
- 2007 - Cocoa Samoa, wrestler samoano americano (n. 1945)
- 2007 - Adalberto Tedeschi, dirigente sportivo e imprenditore italiano (n. 1937)
- 2007 - Jean-Pierre Vernant, storico della filosofia, storico delle religioni e antropologo francese (n. 1914)
- 2007 - Emilio Zavattini, fisico italiano (n. 1927)
- 2007 - Zeke Zawoluk, cestista statunitense (n. 1930)
- 2008 - Paul Aimson, calciatore inglese (n. 1943)
- 2008 - Jorge Anaya, ammiraglio argentino (n. 1926)
- 2008 - Erna Sondheim, schermitrice tedesca (n. 1904)
- 2009 - Franco Levi, ingegnere italiano (n. 1914)
- 2009 - Vittorio Mosa, calciatore italiano (n. 1945)
- 2009 - Gunnar Nielsen, attore svedese (n. 1919)
- 2009 - Kaarle Ojanen, scacchista finlandese (n. 1918)
- 2009 - Ugo Sasso, architetto italiano (n. 1947)
- 2009 - Thomas Charles Van Flandern, astronomo statunitense (n. 1940)
- 2010 - Acúrcio Carrelo, calciatore portoghese (n. 1931)
- 2010 - Andrea Chiarugi, ingegnere italiano (n. 1937)
- 2010 - Enrico D'Alessandro, commediografo, regista teatrale e critico teatrale italiano (n. 1921)
- 2010 - John McMillen, cestista e allenatore di pallacanestro statunitense (n. 1948)
- 2010 - Armand Gaétan Razafindratandra, cardinale e arcivescovo cattolico malgascio (n. 1925)
- 2011 - Vitor Alves, militare e politico portoghese (n. 1930)
- 2011 - Carlos Blanco, calciatore messicano (n. 1928)
- 2011 - Paride Brunetti, partigiano, ingegnere e militare italiano (n. 1916)
- 2011 - Nba Saghru, cantautore, poeta e pittore marocchino (n. 1982)
- 2011 - Piergiorgio Sartore, calciatore italiano (n. 1939)
- 2011 - Peter Yates, regista e produttore cinematografico inglese (n. 1929)
- 2012 - Malam Bacai Sanhá, politico guineense (n. 1947)
- 2012 - Carlo Caldi, imprenditore e partigiano italiano (n. 1917)
- 2012 - Augusto Gansser-Biaggi, alpinista e geologo svizzero (n. 1910)
- 2012 - Louise J. Kaplan, psicoanalista e scrittrice statunitense (n. 1929)
- 2012 - Gaetano Mancini, politico e dirigente pubblico italiano (n. 1923)
- 2012 - Evio Tomasucci, operaio, partigiano e politico italiano (n. 1922)
- 2012 - Pëtr Vasilevskij, calciatore e allenatore di calcio sovietico (n. 1956)
- 2012 - Luigi Vertemati, politico e saggista italiano (n. 1938)
- 2013 - Antonello Aglioti, sceneggiatore e regista italiano (n. 1943)
- 2013 - Egeo Broccolino, generale italiano (n. 1920)
- 2013 - James M. Buchanan, economista statunitense (n. 1919)
- 2013 - Sakîne Cansiz, politica e attivista curda (n. 1958)
- 2013 - Anscar Chupungco, teologo filippino (n. 1939)
- 2013 - Fidan Doğan, politica e attivista curda (n. 1982)
- 2013 - Karl Potter, percussionista statunitense (n. 1950)
- 2014 - Amiri Baraka, poeta, scrittore e critico musicale statunitense (n. 1934)
- 2014 - Emilio Busetto, calciatore italiano (n. 1936)
- 2014 - Giovanni Bussone, allenatore di calcio e calciatore italiano (n. 1927)
- 2014 - Lorella De Luca, attrice italiana (n. 1940)
- 2014 - Dale Mortensen, economista statunitense (n. 1939)
- 2014 - Tomás Rolan, calciatore uruguaiano (n. 1936)
- 2014 - Roberto Sandalo, terrorista italiano (n. 1957)
- 2015 - Angelo Anquilletti, calciatore italiano (n. 1943)
- 2015 - Felice Calcaterra, politico italiano (n. 1929)
- 2015 - Amedy Coulibaly, terrorista e criminale francese (n. 1982)
- 2015 - Alberto D'Anna, batterista italiano (n. 1962)
- 2015 - Egidio Fumagalli, calciatore italiano (n. 1937)
- 2015 - Jacqueline Genton, modella svizzera (n. 1931)
- 2015 - Samuel Goldwyn Jr., produttore cinematografico statunitense (n. 1926)
- 2015 - Neuci Ramos da Silva, cestista brasiliana
- 2015 - Józef Oleksy, politico polacco (n. 1946)
- 2015 - Peder Pedersen, pistard e dirigente sportivo danese (n. 1945)
- 2015 - James Reveal, botanico statunitense (n. 1941)
- 2015 - Oleg Rudnov, imprenditore russo (n. 1948)
- 2015 - Roy Tarpley, cestista statunitense (n. 1964)
- 2016 - Giovanni Boi, politico e sindacalista italiano (n. 1934)
- 2016 - Myra Carter, attrice statunitense (n. 1929)
- 2016 - Maria Teresa de Filippis, pilota automobilistica italiana (n. 1926)
- 2016 - William Jordan, calciatore inglese (n. 1921)
- 2016 - Umberto Raho, attore italiano (n. 1922)
- 2016 - José María Rivas, calciatore salvadoregno (n. 1958)
- 2016 - Gianni Rondolino, critico cinematografico e storico del cinema italiano (n. 1932)
- 2016 - Angus Scrimm, attore statunitense (n. 1926)
- 2017 - Christian Albini, docente italiano (n. 1973)
- 2017 - Zygmunt Bauman, sociologo, filosofo e saggista polacco (n. 1925)
- 2017 - Roberto Cabañas, calciatore paraguaiano (n. 1961)
- 2017 - Ugo Crescenzi, politico italiano (n. 1930)
- 2017 - Fernand Decanali, pistard francese (n. 1925)
- 2017 - Gerry Rinaldi, sciatore alpino e dirigente sportivo canadese (n. 1945)
- 2017 - Manlio Rocchetti, truccatore italiano (n. 1943)
- 2017 - Teresa Ann Savoy, attrice britannica (n. 1955)
- 2018 - Neave Brown, architetto e artista britannico (n. 1929)
- 2018 - Theodore V. Buttrey Jr., educatore, numismatico e storico statunitense (n. 1929)
- 2018 - Michele Del Grosso, regista teatrale, drammaturgo e impresario teatrale italiano (n. 1940)
- 2018 - Giovanni Girgenti, pugile italiano (n. 1942)
- 2018 - Nicky Hoffmann, calciatore lussemburghese (n. 1940)
- 2018 - Odvar Nordli, politico norvegese (n. 1927)
- 2018 - Novello Novelli, attore e impresario teatrale italiano (n. 1930)
- 2018 - Mario Perniola, filosofo e scrittore italiano (n. 1941)
- 2018 - Ted Phillips, calciatore inglese (n. 1933)
- 2018 - Aleksandr Vedernikov, basso sovietico (n. 1927)
- 2019 - Filipe Abraão, cestista angolano (n. 1979)
- 2019 - Fernando Aiuti, immunologo e politico italiano (n. 1935)
- 2019 - Verna Bloom, attrice statunitense (n. 1938)
- 2019 - Kjell Bäckman, pattinatore di velocità su ghiaccio svedese (n. 1934)
- 2019 - Francesco Dal Bosco, regista, sceneggiatore e produttore cinematografico italiano (n. 1955)
- 2019 - Joseph Lawson Howze, vescovo cattolico statunitense (n. 1923)
- 2019 - Paul Koslo, attore tedesco (n. 1944)
- 2019 - Lucretia Love, attrice statunitense (n. 1941)
- 2019 - Anatolij Ivanovič Luk'janov, politico e scrittore sovietico (n. 1930)
- 2019 - Milan Pančevski, politico jugoslavo (n. 1935)
- 2019 - Paolo Paoloni, attore e regista teatrale italiano (n. 1929)
- 2019 - Don Reynolds, attore statunitense (n. 1937)
- 2020 - Pampero Firpo, wrestler argentino (n. 1930)
- 2020 - Italo Moretti, giornalista e saggista italiano (n. 1933)
- 2020 - Ivan Passer, regista e sceneggiatore ceco (n. 1933)
- 2020 - Mike Resnick, scrittore di fantascienza statunitense (n. 1942)
- 2020 - Karel Saitl, sollevatore cecoslovacco (n. 1924)
- 2020 - Gianni Sanjust, clarinettista, paroliere e produttore discografico italiano (n. 1934)
- 2021 - Harry Brüll, calciatore olandese (n. 1935)
- 2021 - Isaak Markovič Chalatnikov, fisico sovietico (n. 1919)
- 2021 - John Lutz, scrittore statunitense (n. 1939)
- 2021 - Lara Vinca Masini, critica d'arte italiana (n. 1923)
- 2021 - John Reilly, attore statunitense (n. 1934)
- 2021 - Fabrizio Soccorsi, medico italiano (n. 1942)
- 2022 - Franco Cavallo, velista italiano (n. 1932)
- 2022 - Shakuntala Devi, politica indiana (n. 1931)
- 2022 - Dwayne Hickman, attore e regista televisivo statunitense (n. 1934)
- 2022 - Maria Ewing, soprano e mezzosoprano statunitense (n. 1950)
- 2022 - Toshiki Kaifu, politico giapponese (n. 1931)
- 2022 - James Mtume, percussionista statunitense (n. 1946)
- 2022 - Jean Philippe, cantante francese (n. 1930)
- 2022 - Giacomo Properzj, politico, imprenditore e giornalista italiano (n. 1939)
- 2022 - Claudio Rimbaldo, calciatore italiano (n. 1932)
- 2022 - Bob Saget, attore, conduttore televisivo e comico statunitense (n. 1956)
- 2022 - Nicolò Simone, canottiere italiano (n. 1931)
- 2022 - Tahani al-Gebali, magistrato egiziano (n. 1950)
- 2023 - Melinda Dillon, attrice statunitense (n. 1939)
- 2023 - Bruno Giovannini, calciatore italiano (n. 1942)
- 2023 - Giovanni Guerini, baritono italiano (n. 1963)
- 2023 - Adolfo Kaminsky, fotografo e antifascista francese (n. 1925)
- 2023 - Ferenc Mészáros, calciatore e allenatore di calcio ungherese (n. 1950)
- 2023 - Karl Alexander Müller, fisico svizzero (n. 1927)
- 2023 - Cincy Powell, cestista statunitense (n. 1942)
- 2023 - Mikio Satō, matematico giapponese (n. 1928)
- 2023 - Charles Simić, poeta e traduttore statunitense (n. 1938)
- 2023 - Rainer Ulrich, calciatore e allenatore di calcio tedesco (n. 1949)
- 2024 - Jean Céa, matematico francese (n. 1932)
- 2024 - Yawe Davis, pugile italiano (n. 1962)
- 2024 - James Kottak, batterista statunitense (n. 1962)
- 2024 - Roberto Messina, attore e stuntman italiano (n. 1934)
- 2024 - Jaroslav Pavlů, hockeista su ghiaccio e allenatore di hockey su ghiaccio cecoslovacco (n. 1936)
- 2024 - Digby Smith, storico britannico (n. 1935)
- 2024 - Hugues Vincent, violoncellista e compositore francese (n. 1974)
- 2025 - Black Bart, wrestler statunitense (n. 1948)
- 2025 - Phyllis Dalton, costumista britannica (n. 1925)
- 2025 - Renzo Francescotti, poeta e scrittore italiano (n. 1938)
- 2025 - Manuel Elkin Patarroyo, medico colombiano (n. 1946)
- 2025 - Otto Schenk, regista, attore e direttore artistico austriaco (n. 1930)

## Senza anno specificato(2)
- Fillano, abate e santo scozzese
- John Haynes, politico e magistrato inglese (n. 1594)